# La vita della mente
La vita della mente è uno dei libri più famosi della filosofa tedesca Hannah Arendt.
Pubblicato nel 1978, esso tratta in maniera filosofica il tema dell'azione umana in contesti sociali di oppressione della società da parte di stati repressivi e totalitari.